# Головмох проміжний
Головмох проміжний (Bryum intermedium) — вид мохів порядку головмохальних (Bryales).

## Поширення
Ареал охоплює такі частини світу: Європа, Північна Америка, Азія.
Населяє вологий ґрунт, бореально-помірні зони; помірні висоти (1000–1500 метрів).

## Характеристика
Рослини в густих або відкритих дернинах зелені або жовто-зелені. Стебла 1–2(3) см. Листки зелені, в сухому стані скручені, яйцеподібно-ланцетні, плоскі чи слабо увігнуті, (1)1.5–2(3) мм, не сильно розширені до верхівки стебла; краї вигнуті до середини листка чи й далі; верхівка загострена. Спеціалізоване нестатеве розмноження відсутнє. Вид синоїчний. Коробочкові ніжки 1–2(3) см. Коробочка коричнева, подовжено-грушоподібна, асиметрична, дещо зігнута, 2–4 мм, рот жовтий. Спори (18)20–26(30) мкм, тонко-горбочкові, блідо-жовті чи зелені.